# Emanuel Bořivoj Kašparides
Emanuel Bořivoj Kašparides, křtěný Emanuel Štěpán, někdy též Kasparides (25. prosince 1829 Polička - 9. března 1904 Polička), byl povoláním barvíř a malíř, autodidakt.

## Život
Emanuel Bořivoj Kašparides pocházel po otcovské linii ze starobylého patricijského rodu Kašparidesů, který byl doložen v matrikách poličského děkanství již v 15. století a z matčiny strany pak potomkem letovických mlynářů Jarošů.
Narodil se v Poličce v rodině barvíře a provozovatele mandlu Kašpara Kašparydese a jeho ženy Kateřiny rodem Jarošové. Emanuel Bořivoj vyrůstal v rodině, s několika sourozenci, Emanuelův otec byl zanícený sběratel místních památek, starých knižních tisků. Od mládí rád a obstojně kreslil, absolvoval základní vzdělání ve svém rodišti a později se odebral do Vídně, kde krátce studoval na vídeňské technice. Studium však musel přerušit, vrátil se domů do Poličky, kde převzal otcovu živnost. Než to učinil vyžádal si ještě od rodiny svolení k cestě do Švýcarska, a do Kostnice k místům, kde byl upálen Jan Hus. Už dříve procestoval celý balkánský poloostrov a za studií ve Vídni se začal učit Rusky, Polsky a Srbsky.
Po návratu do Poličky se s plnou vervou podílel na místních vlasteneckých snahách, které od časů Josefa Ehrenbergera, buditelských kněží F. F. Chudoby, Antonína Hájka a J. V. J. Michla a purkmistra Šebestiána Hněvkovského nabyly rozhodující váhy tohoto městečka. V roce 1835 se oženil s Marií Ripplovou a později spolu měli čtyři děti, dcery Františku *1859, Marii *1861, Růženu *1865 a syna Jana *1869. Živnost mu vynášela a měl tedy více času ku čtení a sepisování Starých paměti poličských, včetně současných událostí a vše doplňoval obrázky. Kašparidesovy poličské paměti se bohužel nedochovaly, a nezůstaly tudíž ani kresbičky, jimiž je doprovázel. S několika přáteli stál u založení Slovanskou lípu, sdružení které pořádalo své – napůl ještě tajné – schůzky u něho v barvírně a jednak ještě v domě U růže. Pravidelně odebíral Národní listy a kupoval vlasteneckou literaturu, citoval Palackého i Havlíčka a často se odvolával k heslu Národ nad rodinu, nad vlastní život. Hrál v českých představeních místního ochotnického spolku, byl jedním z iniciátorů stálého divadla a zpěváckého spolku „Kolár“. Sám se také rovněž pokoušel veršovat – zachovala se některá jeho rýmovaná naučení a upomínkové vlastenecké verše.
V roce 1868 byl v Praze přítomen položení základního kamene Národního divadlo. Při této slavnostní příležitosti se setkal s Palackým a v novoměstském divadle zpíval všechny písně z jeđněch not s Riegrem. Ve značně pokročilém věku čtyřiasedmdesáti let se E.B. Kašparides znovu pokusil oživit vzpomínku na zničenou fresku a doplnit ji patrně ještě tím, co o bývalém vzezření města věděl z literatury a možná i z některých jiných vyobrazení. V roce 1903 namaloval obraz o rozměrech 60 x 77 cm, pojmenovaný "Polička r. 1603". Rok po namalování tohoto obrazu Emanuel Bořivoj Kašparides v důsledku ochrnutí plic zemřel. 
Emanuel Kasparides zhotovil řadu dokumentárních výkresů a malovaných pohledů na kostel sv. Jakuba Většího z různých stran, podle nichž bylo lze rekonstruovat jeho podobu z první poloviny XIX. století. Některé z těchto kreseb věnoval Zdeňku Wirthovi při jeho návštěvě v Poličce a ten jich pak použil jako základnu pro zakreslení původního stavu ve své topografii Poličska.

## Galerie

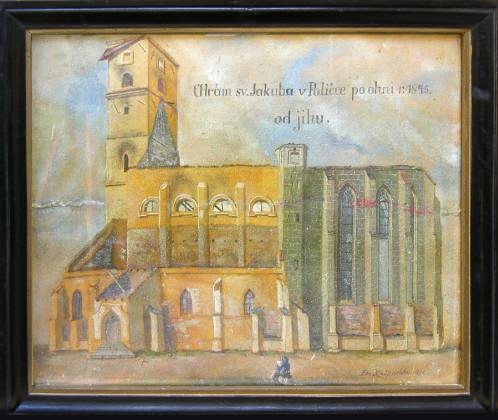
Chrám sv. Jakuba v Poličce po ohni r.1845 - od jihu (olej na lepence) 1894
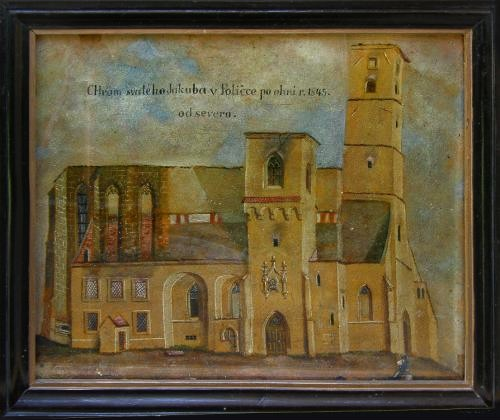
Chrám sv. Jakuba v Poličce po ohni r.1845 - od severu (olej na lepence) 1894
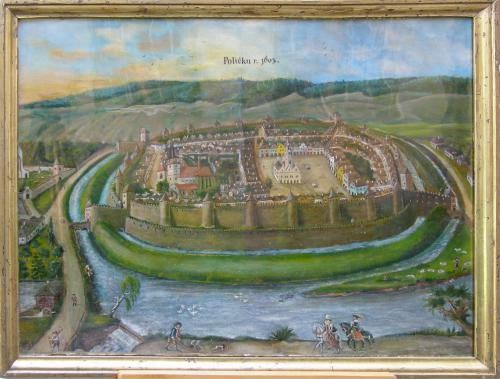
Polička 1603 (olej na lepence) 1903
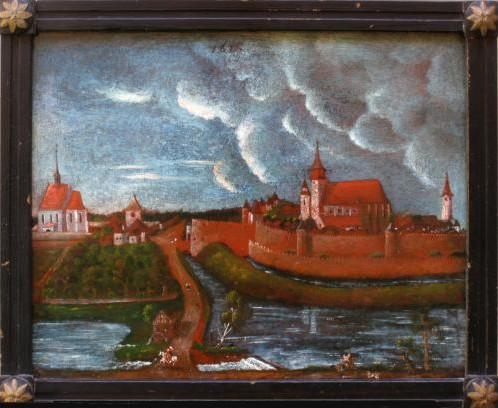
Polička 1613 (olej na plátně) 1882
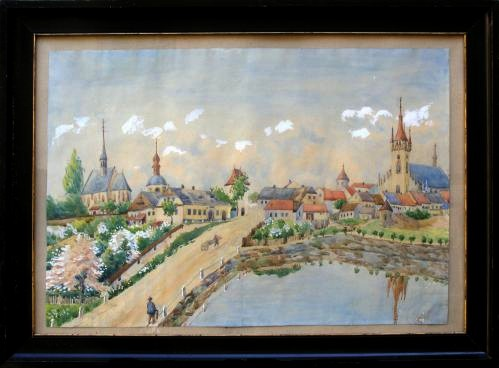
Pohled na Poličku od jihozápadu (olej na papíře), konec 19. století
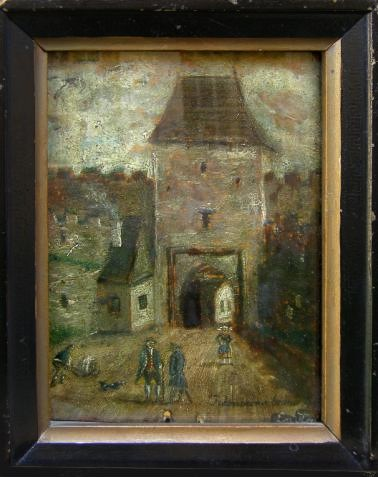
Kamenecká brána (olej na lepence) 1889
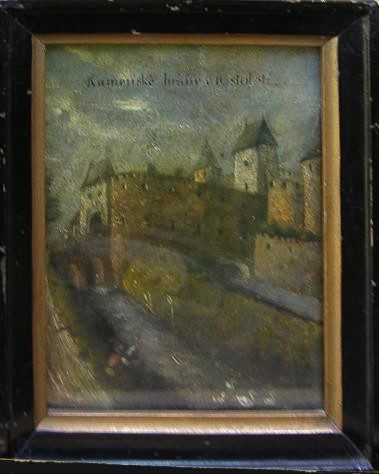
Kamenecká brána v 16. století (olej na lepence) 1891
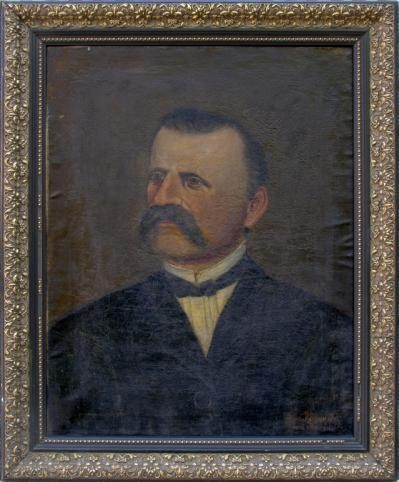
Podobizna J.Češky (olej na plátně) 1893
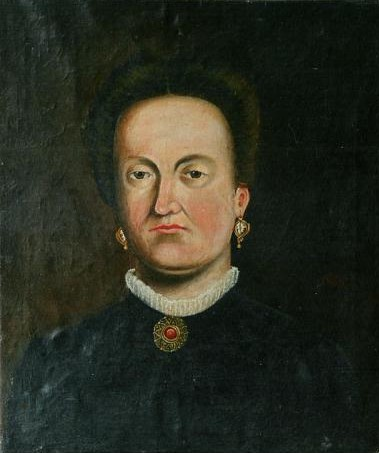
Podobizna M.Češkové (olej na plátně) 1865
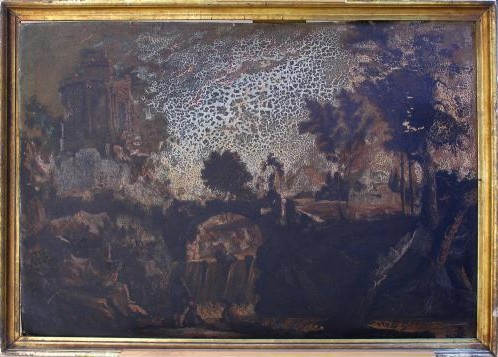
Zříceniny hradu Tivoli u Říma (olej na lepence) 1882